# جایزه ناکاهارا
جایزه ناکاهارا (انگلیسی: Nakahara Prize) جایزه سالانه ای است که توسط انجمن اقتصادی ژاپن به اقتصاددانان ژاپنی زیر ۴۵ سال که آثارشان شناخته شده و بین‌المللی شده‌است اعطا می‌شود. این جایزه در سال ۱۹۹۵ ایجاد شد و به نام حامی آن نوبویوکی ناکاهارا نامگذاری شد. این جایزه به منظور تشویق اقتصاددانان جوان (زیر ۴۵ سال) به انتشار مقالات و کتاب‌های شناخته شده بین‌المللی در سال ۲۰۱۶، ساگیری کیتائو اولین زنی بود که این جایزه را دریافت کرد.
- تاکئو هوشی در سال ۲۰۰۵ این جایزه را دریافت کرد.